# Erythrina caribaea
Erythrina caribaea är en ärtväxtart som beskrevs av Krukoff och Rupert Charles Barneby. Erythrina caribaea ingår i släktet Erythrina och familjen ärtväxter. Inga underarter finns listade i Catalogue of Life.